# Армишев, Антонин Михайлович
Антонин Михайлович Армишев (24 июня 1935, с. Верхне-Чусовские Городки Свердловской области, РСФСР, СССР, ныне посёлок Верхнечусовские Городки в Пермском крае России) — советский российский геолог, нефтяник, «Отличник нефтяной промышленности СССР», кандидат геолого-минералогических наук, Первооткрыватель первого в мире Песчаноозёрского нефтяного месторождения на островах Арктики -(Песчаноозёрское нефтяное месторождение нефтегазоконденсатное на острове Колгуев, Ненецкий автономный округ), Ветеран труда.

## Биография
В 1954 году с отличием закончил Молотовский нефтяной геолого-разведочный техникум (г. Молотов, ныне - город Пермь) по специальности «Геология и разведка нефтяных и газовых месторождений» с присвоением квалификации «техник-геолог».
В 1954 году поступил в Московский нефтяной институт им. Губкина (ныне институт нефтехимической и газовой промышленности им. И. М. Губкина (г. Москва)). На четвёртом курсе в 1958 году проходил преддипломную практику в НПУ «Чернушканефть» (Чернушка (город)). Построил структурные карты по Чернушинскому валу. Пунктиром обозначил и обосновал предполагаемую положительную структуру и наметил место бурения поисковой скважины. Пробурили и открыли Павловское нефтяное месторождение. В результате проведенных работ студент А. М. Армишев получил денежную премию к новому 1959 году.
В 1959 году, после окончания с отличием института по специальности «геология и разведка нефтяных и газовых месторождений» с присвоением квалификации "горный инженер геолог", начал работать, и уже через месяц возглавил геологическую службу бурового предприятия. 
1960 год, Ува (посёлок). Удмуртия.
Работая старшим геологом Увинского участка при бурении профильной скважины Тюлькино-Пушкари открыл надвиг амплитудой 60 метров по пластам битумных известняков доманикового горизонта девона, впоследствии названным Главным Удмуртским разломом.
Куеда (посёлок). Пермская область.
Изучая промыслово-геофизический материал по 4 скважинам, пробуренным ликвидированной Гожано-Быркинской нефтеразведкой выявил нефтепроявления в башкирском ярусе карбона. Произвел исследование на приток в 3-х скважинах, открыл в 1962 году Красноярское месторождение. После доразведки его извлекаемые запасы составили 60 млн., тонн.
Город Ижевск. Удмуртия.
1.	Армишев А.М., имея большой опыт в топографии, выявил ошибку в высотной  отметке пункта триангуляции в 10 метров.  Исправление данной ошибки позволило увеличить объём запасов Архангельского месторождения на 25%.  Работая вместе с главным геологом Юрием Константиновичем Строновым  смогли обосновать и начать первую добычу нефти в Удмуртии с этого месторождения. Лёгкая, качественная нефть в этом месторождении залегает в девонских песчаниках с высокими коллекторскими свойствами, а не с Мишкинского месторождения, как предполагало Министерство.
За это удачное предложение был награждён Знаком «Отличник нефтяной промышленности» в 1969 году.
2. Проанализировав геологические материалы разбуривания Чутырско-Киенгопского месторождения, выявил повторение структурных планов среднего и нижнего карбона, углубляя проектные до башкирского яруса эксплуатационные скважины на локальных куполах, получил прирост извлекаемых запасов 30 млн тонн.
3. Изучил структурно-тектонический план и нефтегазоносность месторождений Киенгопского вала и примыкающих территорий. Пришёл к выводу о миграции нефти и газа по разломам и трещинам, вызванных Главным Удмуртским разломом (открыт Армишевым А.М. в 1960 году). 
1971 год. Вводится в разработку Киенгопское месторождение . К концу года из недр извлечен первый миллион тонн удмуртской нефти.
4. Наблюдая за изменениями коллекторских свойств известняков нефтяных залежей Чутырско-Киенгопского месторождения показал уменьшение пористости и проницаемости в зонах, расположенных между локальными куполами. Чтобы обеспечить проектную добычу нефти Армишев А.М. предложил уплотнить сетку разработки. Согласно его расчетам расстояние между скважинами нужно было сделать 400 метров, вместо 600 метров. Предложение было принято. Разработка по новой схеме, несмотря на дополнительные затраты на бурение, принесла прибыль за первые 2 года – 4,7 млн рублей.
Акт о дополнительной прибыли, утвержденный Миннефтепромом, был приложен к диссертации, был одобрен ВАК (Высшей Аттестационной Комиссией) при защите диссертации.
С 1959 по 1980 г работал в геологоразведочных нефтепромысловых организациях Удмуртии и Пермской области в должностях от коллектора до главного геолога НГДУ, начальника геологического отдела объединения «Удмуртнефть». Работая начальником геологического отдела «Удмуртнефть», из-за нехватки кадров, совмещал обязанности директора конторы бурения, главного инженера, главного геолога. Армишев А.М. не только курировал работу, но и сам выдавал на местности местоположение новых скважин, осуществлял проведение бурения на скважинах.
.
За добросовестный труд, рационализацию, внедрение новых технологий в 1970 году 22 апреля награждён юбилейной медалью «За доблестный труд» в ознаменование 100-летия со дня рождения В.И.Ленина, и приказом № 924-к/64 от 24.08.1970 присвоено звание и нагрудный знак «Отличник нефтяной промышленности СССР».
За обоснование и внедрение в производство интенсивных систем разработки нефтяных месторождений и проведение анализа их эффективности Постановлением главного комитета ВДНХ СССР № 968-Н от 07.12.1979 награждён медалью Бронзовая медаль ВДНХ и денежной премией. 
В 1979 А. М. Армишев закончил заочно аспирантуру и защитил кандидатскую диссертацию во ВНИГРИ — Всесоюзном нефтяном научно-исследовательском геологоразведочном институте (г. Ленинград, ныне - г. Санкт-Петербург). Она прошла отлично. Тема научной работы: «Геологические условия залегания нефти в карбонатных отложениях башкирского яруса Удмуртии» была отмечена одним из членов комиссии — Ашировым Киамилем Бекировичем, -выдающимся ученым, известным нефтяником, почетным академиком РАЕН, доктором геолого-минералогических наук, заслуженным деятелем науки и техники РФ, лауреатом Ленинской премии, — как отлично просчитанная, точно подтвержденная геологическими образцами, представленными в натуре и, кроме того, фотографиями. К этому времени Армишев А.М. приобрёл богатый производственный и творческий опыт, что помогло ему в дальнейшем.

Первый фонтан нефти в Северном Ледовитом океане. Песчаноозёрское нефтяное месторождение. Первооткрыватель — главный геолог Арктической нефтегазоразведочной экспедиции глубокого бурения (АНГРЭ) - А. М. Армишев. 22 февраля 1982 года. Остров Колгуев.

С 1980 по 1990 г., работая главным геологом в Арктической нефтегазоразведочной экспедиции глубокого бурения (АНГРЭ) Мингео РФ на островах Северного Ледовитого океана. Открыто 3 нефтяных месторождения.
Как всегда у геологов любые работы начинаются с изучения работ предшественников. Арктика — это территория севернее Полярного круга. В её изучение в СССР наибольший вклад внесли ученые института ВНИИокеаногеологии (ныне ФГБУ "ВНИИОкеангеология", ведущий НИИ в области морской геологии):  Игорь Сергеевич Грамберг, Юрий Григорьевич Самойлович, Юрий Николаевич Кулаков, Даниил Соломонович Сороков  и другие. Они прошли пешком тысячи километров по побережью Арктики. Иногда на подручных плавсредствах, редко на лёгком самолёте, добирались до островов, чтобы взять образцы пород. Их исследования привели к выводу о высоких перспективах нефтегазоносности шельфа Северного Ледовитого океана, которые стали основой для составления программы «Арктика» организации бурения на островах, и организации Арктической нефтегазоразведочной экспедиции глубокого бурения (АНГРЭ), в которой главный геолог А. М. Армишев начал работать с первого дня её существования.
Запись № 17 от 12.02.1980 в трудовой книжке А. М. Армишева: "Арктическая нефтегазоразведочная экспедиция треста «Ярославнефтегазразведка». Зачислен главным геологом по переводу из производственного объединения «Удмуртнефть». (Мурманск Приказ № 22к от 18.02.1980).
Символ арктической экспедиции – русская берёзка. Фотография березовой рощи была рядом с Антонином Михайловичем на протяжении всей арктической экспедиции.
Порт, от которого уходили корабли, для разведки новых месторождений нефти - стал Мурманский порт 
Спустя три месяца — 28 апреля 1980 года, на базе треста «Ярославнефтегазразведка» (г. Ярославль), создано Волжско-Камское производственное геологическое объединение по разведке нефти и газа ПГО «Волгокамскгеология». (Приказ № 22-к от 28.04.1980).
В 1985 году, 1 января, Арктическая нефтегазоразведочная экспедиция глубокого бурения переименована в Арктическую нефтегазоразведочную экспедицию ПГО «Архангельскгеология» Мингео РСФСР (г. Архангельск).
Коллективом АНГРЭ под руководством главного геолога экспедиции — Армишева Антонина Михайловича пробурены:
1. •	на архипелаге Шпицберген [13] — 2 (две) скважины;
2. •	на архипелаге Земля Франца-Иосифа — 3 (три) скважины: Нагурская, Хейса, Северная-1;
3. •	остров Свердрупа — 2 (две) скважины;
4. •	остров Белый — 2 (две) скважины.

На о. Колгуев уже второй скважиной (Песчаноозёрская −1) открыто первое в мире нефтегазоконденсатное месторождение во вновь открытой триасовой нефтегазоносной толще. Баренцево море и Карское море стали новыми объектами для исследования. Песчаноозёрское нефтяное месторождение легло в основу нефтепоисковых работ в Баренцевом море, которое позволило открыть по состоянию на 01.01.2024 года более десятка месторождений углеводородов в Баренцевом море.

За открытие 22 февраля 1982 первого на островах Северного Ледовитого океана Песчаноозёрского нефтегазоконденсатного месторождения (остров Колгуев, Ненецкий автономный округ) Армишев Антонин Михайлович был награждён 27 мая 1999 г дипломом  «Первооткрыватель месторождения» с вручением нагрудного знака. 

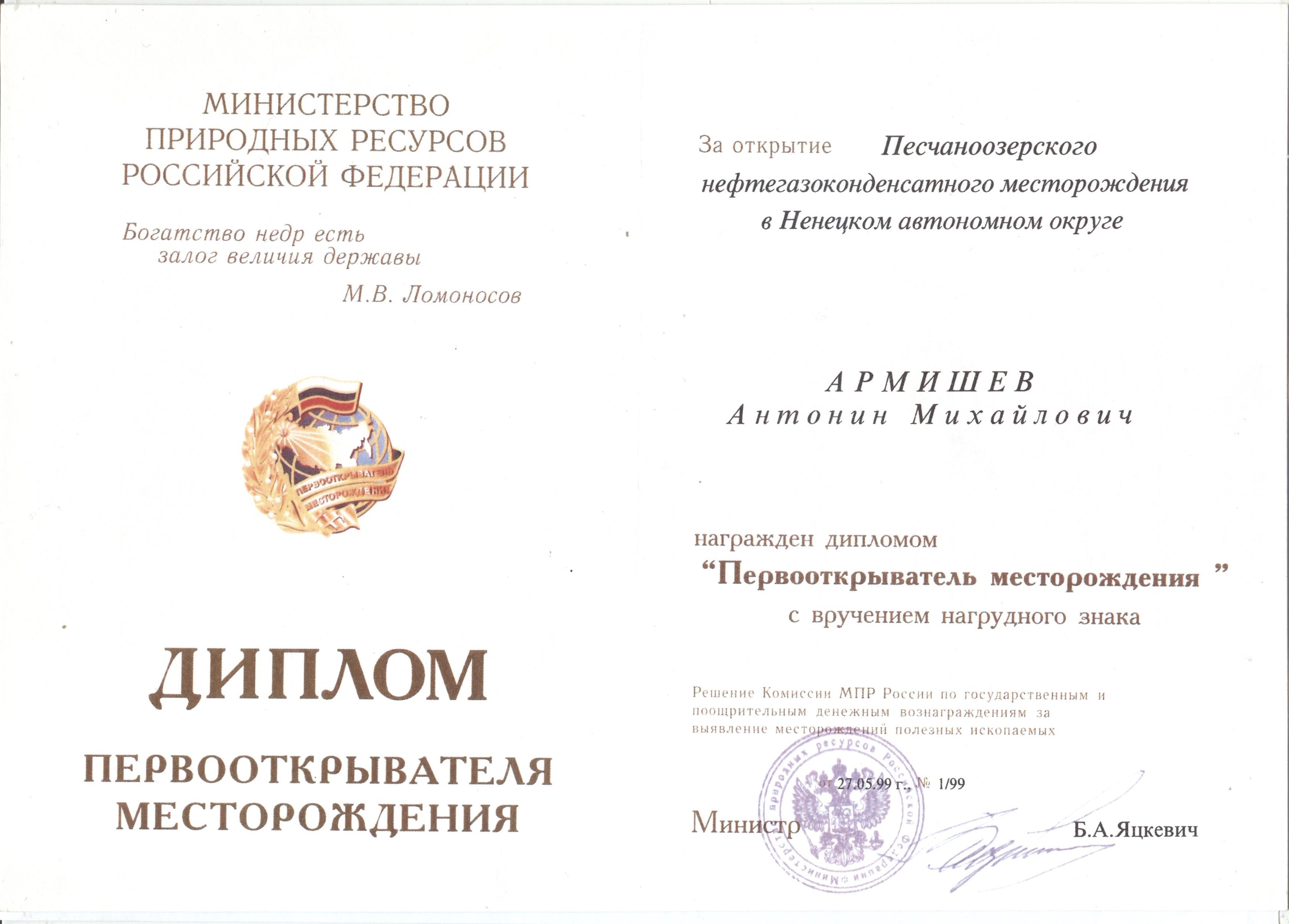
Диплом «Первооткрыватель месторождения» 27.05.1999 г.

Кроме Песчаноозёрского месторождения, главным геологом экспедиции АНГРЭ — А. М. Армишевым было открыто ещё Таркское месторождение, которое получило свое названия по протекающей рядом речке Тарка. Добыча нефти продолжается и в настоящее время. По состоянию на 01.01.2024 добыто 3 тысячи тонн высококачественной нефти.
22 октября 1987 года, по Решению № 377 Обписполкома ПГО "Архангельскгеология", за долголетний добросовестный труд Армишеву А.М. награждён  медалью «Ветеран труда».
Бурение скважин на острове Белом, привело к открытию в августе 1985 года новой нефтегазоносной толщи в меловых отложениях, что в дальнейшем привело к открытию многомиллиардных запасов газа на полуострове Ямал и в Карском море.
Всего на островах Арктики Антонин Михайлович Армишев отработал 10 лет с 1980 по 1990 годы. За это время на самолётах и вертолётах он налетал 210 000 километров. Для сравнения: длина экватора Земли 40076 км., получается Армишев А.М., за время службы в Арктике, облетел нашу Землю 5 раз. Аэропорт посёлков Диксон, Амдерма и поселок Бугрино (Ненецкий автономный округ) стали родными. Прибывая в аэропорт Диксон, считали, что уже дома. 
Работа была в арктической экспедиции сложная: постоянные туманы, ползущие по поверхности земли облака, резкие штормовые ветра, дующих со скоростью от 15 м/сек до ураганной силы 40-50 м/сек. Работа не прерывалась ни на минуту: ни длинной полярной ночью зимой, когда вновь установленные вагончики за суточную ночь заметало по самую крышу; ни длинным полярным днем летом, когда тундра становилась вязкой и болотистой, практически не проходимой и нужно было знать тропы, чтобы добраться до буровой или до мест исследования и вернуться домой. И конечно же всегда работа людей проходила под неусыпным контролем хозяина Арктики – белого медведя. Белый медведь. Когда по одиночке, а когда группой постоянно наведывались они к людям. Знакомство с ними было неизбежно и небезопасно.
Ответственность в таких сложных, напряженных, высокоточных, высокопрофессиональных и, по-житейски , штатных,  внештатных иногда смешных ситуациях ложилась и на главного геолога экспедиции Армишева А.М., а по совместительству – заместителя экспедиции. Ведь работа с людьми - это всегда большая ответственность.
Ввиду особых задач экспедиции, по Положению, любой заместитель экспедиции, находясь на острове, отвечал за все виды хозяйственной деятельности. 
Из рассказа Антонина Михайловича о работе в Арктике: 
«Не знаешь, что предпринять, чтобы не прерывать рабочий процесс бурения и не подвергнуть жизнь людей опасности. И вдруг в голове появляется совсем простая мысль, удивляешься только, как ты раньше до этого не догадался. Все так просто. Работая в Арктике, я осознал, что нами сверху Кто-то руководит, помогает выжить, защищает. Неся службу главного геолога экспедиции на островах Арктики всегда помнил, что я - православный, помнил своё крещение в далеком 1941 году, и каждый раз убеждался, что с нами Бог, и Он помогает нам в трудную минуту.».
Под руководством Армишева А.М. были подготовлены данные и составлены геологические проекты на бурение параметрических скважин на острове Большой Бегичев, остров Уединения. С распадом Советского Союза финансирование работ в Арктике прекратилось. После того, как задачи по арктической экспедиции на 1980 г были выполнены Армишев А.М. с семьей из г. Мурманск переехал жить в город Куйбышев, ныне - город Самара.
С 1990 г в г. Куйбышеве работал старшим научным сотрудником, главным геологом отдела бурения Института "Гипровостокнефть", а затем старшим научным сотрудником Волжского отделения ИГиРГИ.
В Самарской области деятельность А. М. Армишева связана с оценкой и подсчетом запасов нефти на месторождениях, разработкой и с обоснованием путей реализации перспектив разработки малоразмерных месторождений нефти, лицензированием территорий и участков для постановки поисковых работ на нефть.
1.	Софьинско-Дзержинское месторождение (Красноармейский район Самарская область).
Выявил и нанес на карту Софьинско-Дзержинского месторождения грабен шириной около километра, который разделил нефтенасыщенную и водонасыщенную зоны. Впервые доказал наличие дизъюнктивных дислокаций в карбоне, вместо девона и кристаллического фундамента, как считали раньше.
2.	Южно – Неприковское месторождение, располагается в междуречье рек Самары и Кутулука Самарской области.
Месторождение состояло из 7 поднятий и нескольких залежей. После изучения материалов сеисморазведки и пробуренных скважин было выявлены ещё 20 новых залежей.
3.	Берёзовское месторождение, Самарская область.
Работая по предложению Геолкома Самарской области консультантом в частном ООО «Недра-С» на Березовском месторождении произвел анализ всего комплекса геолого-геофизических материалов месторождения. Березовское месторождение было открыто в 1940 году, разрабатывалось до 60-х годов и эксплуатационный объект – пласт Б2 бобриковского горизонта был полностью выработан. Месторождение снято с баланса запасовв. Чтобы пополнить информацию по скважине, пробуренной ещё в 40-х годах, прочистили ствол скважины до подошвы интервала перфорации эксплуатационного объекта, сделали все промыслово-геофизические методы, которые возможны в колонне. Заново проанализировав полученные данные по месторождению составил план и после долгой кропотливой работы получил приток нефти по Березовскому месторождению до 30 тонн в сутки из пластов тульского горизонта скважина №8. По этому методу запустили ещё одну скважину №11. Месторождение ввели снова в баланс Самарской области. Добыча нефти продолжается.
Отработав 8 лет в институте "Гипровостокнефть" Армишев А.М. перешёл в Волжское отделение института геологии и разработки горючих ископаемых (ВО ИГиРГИ) по приглашению директора Александрова Андрея Артемьевича. Новая работа давала возможность для изучения новых районов, и раскрытия потенциальных возможностей Самарского и Оренбургского регионов. Совместная работа с заведующим лабораторией "Анализа и поисков нефтяных месторождений" - Евгением Яковлевичем Суровиковым  и Н.В. Ивахненко началась с 1998 года, с составления паспортов месторождений, находившихся в консервации, и дополнения их. 
4.	Составление и каталогизация паспортов месторождений Самарской области, находившихся в консервации.
В 1998 году Комитет по природным ресурсам и отдел по нефти и газу поручил институту, а институт Армишеву А.М. составить паспорта месторождений, находившихся в консервации, дополнить их недостающими материалами. По заданию Геолкома в 1999 году Антонин Михайлович начал работу «Перспективы нефтеносности северной части Самарской области». Задание было выполнено с высокой оценкой, разрозненные материалы были собраны в единое целое, выстроилась картина преимуществ и недостатков и это позволило сделать изучение геологического строения точным и доступным в понимании. В дальнейшем такую же работу выполнили по всей области.
5. В конце 1999 года совместно с организацией "Автоматизированные системы переработки геологической информации" (АСПГИ), возглавляемой В.И. Тюриным, по поручению Геолкома, Армишев А.М. провел аналитическую работу по рассмотрению геологии и нефтегазоносности всех месторождений так называемого нераспределенного фонда, то есть земель не попавших в лицензионные участки всей области. Данная информация собиралась по всем нефтяным предприятиям регионам области. Были открыты материалы, на которые раньше не обращали внимание. Третья часть Самарской области на западе была практически не изучена, в том числе и Жигулевско-Пугачевский свод. Северный склон свода упирается в Жигулёвский разлом и, практически, "обрезан" им. Перед разломом, на всем протяжении свода, с юга, выделяется Жигулевский вал, состоящий из десятка структур, в каждой из которых открыто месторождение. Самое западное из них в Самарской области - Сызранское месторождение, открытое в 30 годы прошлого столетия вслед за Верхнечусовским месторождением Пермской области. 
Армишевым А.М. были рассмотрены и оценены перспективы разработки всех нефтеносных регионов области: Южно-Татарского свода, Сокской седловины, Мелекесской и Бузулукской впадин, Жигулевско-Пугачевского свода. Выполнение работы продолжалось более года. В настоящее время карта расположения нефтяных месторождений области представляет на две трети область "чёрных пятен" на севере, в центральной и восточной частях области, редкие месторождения на юге области, отсутствие их в западной части - на Жигулёвско-Пугачёвском своде. А западнее и южнее от него, в Ульяновской и Пензенской областях, опять есть нефть. Малое количество нефтяных месторождений в южной части Самарской области частично объясняется сравнительно большими глубинами (5-5,5 тыс.м.) не освоенными буровыми организациями Самарской области.
6. Работая с запросами от вновь образующихся нефтегазодобывающих предприятий проводил консультации и составлял планы работ по организации нефтедобычи на территории предприятий: Ульяновской, Оренбургской областей, Республики Татарстан.
7. Смолькинское месторождение, Самарская область.
Расчет, оценка и перспективы разработки на Рачейском лицензионном участке ПО «Самарагеофизика» отказалось от работ на этом участке, ввиду, по их мнению, бесперспективноти. Исполнителем работ стал ПО «Пермьнефтегеофизика». Армишев А. М. лично проводил переговоры, с главным геологом, доктором геолого-минералогических наук — Валентином Михайловичем Негановым , доказывая необходимость сейсморазведочных работ. Пробурив первую скважину в Восточно-Рачейской структуре открыли нефть, месторождение назвали Смолькинским.
Сейчас недропользователь Смолькинского участка Самарской области — НК "Недра".
8. Самарская область. Денгизский участок работ. 
Работая в ООО "Нефтяная компания «Самара» вместе со специалистом сейсморазведки Владимиром Александровичем Елизаровым проводили расчеты, оценки и достаточно сложный анализ Денгизского участка. Первая же скважина, заложенная по «Проекту поисков» Армишева Антонина Михайловича, открыла новое месторождение — Восточно-Денгизское.
В 2004 г., учитывая описанные выше успехи, за значительный вклад в геологическое изучение Самарской области, Армишев А.М. был награждён Почетной Грамотой Комитета природных ресурсов и Администрации Самарской области.
"Там, где все говорили, что нефти не может быть, я находил нефть", - это слова геолога-нефтяника Армишева Антонина Михайловича.
А. М. Армишев автор более 18 научных трудов, автобиографических книг.

## Награды и звания
1. * 1970 — Медаль В ознаменование 100-летия со дня рождения Владимира Ильича Ленина «За доблестный труд»
2. * 1970 — значок «Отличник нефтяной промышленности»
3. * 1976 — Почётная грамота Индустриального РК КПСС и исполкома районного совета депутатов трудящихся г. Ижевска
4. * 1978 — Диплом, значок «Лауреат премии НТО Удмуртии СССР»
5. * 1979 — медаль «Бронзовая медаль ВДНХ»
6. * 1979 — Почётная грамота объединения «Удмуртнефть» в связи с успешным окончанием аспирантуры
7. * 1985 — Почётная грамота Мингео РСФСР
8. * 1986—1987 — за выполнения особо важных заданий четырежды премирован ПГО «Архангельскгеология»
9. * 1987 — медаль «Ветеран труда»
10. * 1999 — Диплом и знак нагрудный «Первооткрыватель месторождения»
11. * 2004 — Почётная грамота ГУПР Самарской области "За значительный вклад в геологическое изучение Самарской области

## Сочинения
1. *  Армишев А. М. "О геологической неоднородности в карбонатных карстовых коллекторах башкирского яруса Чутырско-Киенгопского месторождения нефти Удмуртской АССР. " стр 131 «ГИДРОГЕОЛОГИЯ И КАРСТОВЕДЕНИЕ» ПЕРМСКИЙ ОРДЕНА ТРУДОВОГО КРАСНОГО ЗНАМЕНИ ГОСУДАРСТВЕННЫЙ УНИВЕРСИТЕТ ИМЕНИ А. М. ГОРЬКОГО, Пермь, 1975 г ВЫП. 6
2. *  Армишев А. М. «Геологические условия залегания нефти в карбонатных отложениях Башкирского яруса Удмуртии (на примере Чутырско-Киенгопского месторождения)» : автореф. дис. … канд. геол.-минерал. наук : 04.00.17 / А. М. Армишев ; Всесоюз. нефтяной науч.-исследоват. геол.-разведоч. ин-т. — Ленинград, 1978. — 26 с.
3. *  Карчев А. В., Армишев А. М. «Нефть Удмуртии, 1969—1979» (каталог объединения «Удмуртнефть») / — Ижевск : [б. и.], 1980. — 28 с. : ил. КНИЖНАЯ ПАЛАТА НАЦИОНАЛЬНОЙ БИБЛИОТЕКИ УДМУРТСКОЙ РЕСПУБЛИКИ
4. *  Куклев Ю. М., Армишев А. М., Иванов Н. А., и др. "Геологический отчет, ТЭД, ТЭО, ТЭС. Влияние коллекторских свойств на промыслово-геофизическую характеристику терригенных, карбонатных (отложений) разрезов скважин среднего и нижнего карбона разрабатываемых м-ний Удмуртской АССР(тема Б.1.1 /101(1) 15-1/475Д) ",Удмуртнефть, ВНИГНИ, Камское отд., Инвентарный номер № 378662, Электронный каталог геологических документов, г. Пермь, 1979
5. * Грамберг И. С., Школа И. В., Бро Е. Г., Шеходанов В. А., Армишев А. М. Параметрические скважины на островах Баренцева и Карского морей // Советская геология. — 1985. — № 1.
6. *  Армишев А. М., Шевченко Г. Н., Шевченко В. П. «Годовой отчет. Арктической нефтегазоразведочной экспедиции за 1980 год (геологические результаты)», ПГО Волгокамскгеология, Арктическая нефтегазоразведочная экспедиция, Инвентарный номер № 5268, Электронный каталог геологических документов, г. Мурманск, 1980, 68л., 2р., 5/5гр., 1кн., 1п.
7. *  Армишев А. М., Шевченко Г. Н., Шевченко В. П. «	Годовой отчет. Арктической нефтегазоразведочной экспедиции за 1981 г. (геологические результаты)», ПГО Волгокамскгеология, Арктическая нефтегазоразведочная экспедиция, Инвентарный номер № 5469, Электронный каталог геологических документов, г. Мурманск, 1981, 93л., 5р., 9/9гр., 1кн., 1п.
8. *  Армишев А. М., Школа И. В., Ронкина З. З., Бро Е. Г., Войцеховская А. Г., "Геологический отчет, ТЭД, ТЭО, ТЭС. Отчет по обработке материалов бурения параметрической скважины Свердруп-I (о. Свердруп, Карское море). ", Инвентарный номер № 388923 -ДСП, Электронный каталог геологических документов, 1981
9. *  Армишев А. М., Шевченко Г. Н., Шевченко В. П. "	Геологический отчет. Арктической нефтегазоразведочной экспедиции за 1982 год ", ПГО Волгокамскгеология, Арктическая нефтегазоразведочная экспедиция, Инвентарный номер № 5710, Электронный каталог геологических документов, г. Мурманск, 1982, 91л., 1р., 6/6гр., 1кн., 1п.
10. *  Армишев А. М., Бро Е. Г., Аплонов В. С., и др. "Отчет по обработке материалов бурения параметрической скважины Хейса-1 (о. Хейса, архипелаг Земля Франца-Иосифа). Окончательный отчет по теме: IX (И.П./101(3) 74-4/768/. Ненецкий автономный округ ","ВОЛГОКАМСКГЕОЛОГИЯ",Инвентарный номер № 398962 -ДСП, Электронный каталог геологических документов, г. Ленинград, 1982,	447 л. в том числе 103 р. 3 ч. 7 гр. 2 кн. 1 п.
11. *  Армишев А. М. "Годовой отчет. Геологический отчет о результатах поискового и параметрического бурения по Арктической нефтегазоразведочной экспедиции за 1983 год ", ПГО Волгокамскгеология, Арктическая нефтегазоразведочная экспедиция, Инвентарный номер № 6044, Электронный каталог геологических документов, г. Мурманск, 1983, 96л., 3р., 4/4гр., 1кн., 1п.
12. *  Армишев А. М., Десятков В. М., Усова Г. А., и др. «Геологический отчет о результатах параметрического, поискового и разведочного бурения Арктической НГРЭ за 1984 г.» (Арктическая НГРЭ производила в 1984 году бурение глубоких скважин на о. Колгуев и на о. Белом По результатам бурения поисковых и разведочных скважин на о. Колгуев получены новые геологические данные по литологии, стратиграфии, тектонике, нефтегазоносности, коллекторским свойствам триасовых, пермских, каменноугольных и девонских отложений  Инвентарный номер № 08305, Электронный каталог геологических документов, г. Ярославль, 1984, 168л., 2р., 17/17гр., 1кн., 1п.
13. *  Армишев А. М. "Годовой отчет. Геологический отчет о работе Арктической нефтегазоразведочной экспедиции за 1985 год ", Арктическая нефтегазоразведочная экспедиция, Инвентарный номер № 08590, Электронный каталог геологических документов, Мурманск, 1985, 156л., 18/18гр., 1кн., 1п.
14. *  Армишев А. М., Десятков В. М., Данченко Ф. В. "Годовой отчет. Арктическая нефтегазоразведочная экспедиция. Отчет за 1986 г. ", Архангельскгеология, Арктическая нефтегазоразведочная экспедиция, Инвентарный номер № 430943-ДСП, Электронный каталог геологических документов, г. Мурманск, 1986, 198л. 9гр.1кн.1п.,
15. *  Бро Е. Г., Армишев А. М., Войцеховская А. Г., и др. «Отчет по обработке материалов бурения параметрической скважины Белый-1 (о. Белый, Карское море). Тема : IX И.П./101(3,41) 74-2/894.», Ямало-Ненецкий автономный округ, Архангельскгеология, ВНИИокеангеология, Инвентарный номер № 427714 -ДСП, г. Ленинград, 1986, 260 л. в том числе 30 р. 1 ч. 7 гр. 2 кн. 1 п.
16. *  Павлов А. В.,, Ронкина З. З., Армишев А. М. "Геологический отчет, ТЭД, ТЭО, ТЭС. Триасовые отложения Баренцевского шельфа в связи с их нефтегазоносностью. ", Геология морская, Сейсморазведка, Инвентарный номер № 424475 -ДСП, Баренцево море, Л, 1986
17. *  Бро Е. Г., Преображенская Э. Н., Ронкина З. З., Войцеховская А. Г., Краснова В. Л., Армишев А. М., Фонькин В. Е., Калантар И. З. Параметрические скважины на острове Колгуев// Советская геология. — 1988. — № 3.
18. *  Алехин С. В., Армишев А. М., Батурин Д. Г., Борисов А. В., Бро Е. Г., Верба В. В., Верба М. Л., Виноградов А. В., Волк В. Э., Грамберг И. С., Гуревич В. И., Дараган-Сущова Л. А., Журавлев В. А., Зархидзе В. С., Иванова Н. М., Керусов И. И., Красильщиков А. А., Лившиц Ю. Я., Маловицкий Я. И., Махотина Г. П., Остистый Б. К., Преображенская Э. Н., Пчелина Т. М., Ронкина 3.3., Сенин Б. В., Цилев В. Р., Шипелькевич Ю. В., Шипилов Э. В., Юнов А. Ю., Яшин Д. С./Под ред. академика И. С. Грамберга, монография «Баренцевская шельфовая плита», Тираж: 500 экз., г. Ленинград, 1988
19. *  Армишев А. М., Ивахненко Н.В «Геологический отчет, ТЭД, ТЭО, ТЭС. Отчет о результатах ГРР и поисково-разведочного бурения на Заболотном м-нии нефти Самарской области.», ИГиРГИ ВО, «Самаранефтегаз», Инвентарный номер № 471723 -ДСП, Электронный каталог геологических документов, г. Самара, 1998, 44л., 2р., 2/2гр., 1кн.
20. *  Лючевска Т. С., Гуркин О. А., Золин А. Б., Армишев А. М., Крошечкин Э. П. — Патент. «Способ обработки призабойной зоны и продуктивного пласта скважины и устройство для его осуществления» НЭБ, — 2007
21. *  Армишев А. М. «Жизнь и труд ради процветания России». Самара, 2016. — размещение -Российская государственная библиотека (РГБ)
22. *  Армишев А. М. «Полевые полярные дневники геолога-нефтяника». Самара, 2019. — размещение — ФГБУ «Президентская Библиотека имени Б. Н. Ельцина»
23. *  Армишев А. М. «Вклад в развитие знаний о геологии и нефтегазоносности Самарской области» Самара. Краеведческие записки. Выпуск XVIII. — Самара, СОИКМ им. П. В. Алабина, АНО «Издательство СНЦ РАН», 2016. −312 с.
24. *  Армишев А.М. Альбом. "60 лет на службе Отчизне. Счастливая жизнь. Счастливый труд." Самара, 2017 г. — Самара, СОИКМ им. П. В. Алабина.
25. *  Армишев А.М. Альбом. "Счастливый труд на благо Родины" Самара, 2023 г — Самара, СОИКМ им. П. В. Алабина